# Long Crest
Der Long Crest (englisch für Langer Gipfelkamm) ist ein mit Tussock bewachsener Gebirgskamm auf Bird Island im Archipel Südgeorgiens im Südatlantik. Er ragt bis zu etwa 100 m hoch in nordost-südwestlicher Ausrichtung nordwestlich des Stejneger Peak auf.
Britische Wissenschaftler benannten ihn 1968 deskriptiv.